# Camillo Siciliano di Rende
Camillo Siciliano di Rende (Napoli, 8 giugno 1847 – Montecassino, 16 maggio 1897) è stato un cardinale e arcivescovo cattolico italiano.

## Biografia
Nacque a Napoli l'8 giugno 1847 da Giovanni Maria Siciliano (1805-1875), sindaco di Giovinazzo dal 1832 al 1836, e da Angelica Caracciolo di Torella (1814-1887), marchesa di Rende.
Fu arcivescovo di Benevento dal 1879 al 1897.
Papa Leone XIII lo elevò al rango di cardinale nel concistoro del 14 marzo 1887 e fino alla creazione del cardinale Domenico Svampa è stato il porporato italiano più giovane.
Morì il 16 maggio 1897 all'età di 49 anni.

## Genealogia episcopale e successione apostolica
La genealogia episcopale è:
- Cardinale Scipione Rebiba
- Cardinale Giulio Antonio Santori
- Cardinale Girolamo Bernerio, O.P.
- Arcivescovo Galeazzo Sanvitale
- Cardinale Ludovico Ludovisi
- Cardinale Luigi Caetani
- Cardinale Ulderico Carpegna
- Cardinale Paluzzo Paluzzi Altieri degli Albertoni
- Papa Benedetto XIII
- Papa Benedetto XIV
- Cardinale Enrico Enriquez
- Arcivescovo Manuel Quintano Bonifaz
- Cardinale Buenaventura Córdoba Espinosa de la Cerda
- Cardinale Giuseppe Maria Doria Pamphilj
- Papa Pio VIII
- Papa Pio IX
- Cardinale Flavio Chigi
- Cardinale Camillo Siciliano di Rende

La successione apostolica è:
- Vescovo Francesco Paolo Cardona Albini (1882)
- Vescovo Antonio Scotti (1882)
- Arcivescovo Augusto Bonetti, C.M. (1885)
- Arcivescovo Raffaele de Martinis, C.M. (1896)